# ケンブリッジ・スプリングス・ヴァリエーション
ケンブリッジ・スプリングス・ヴァリエーション (Cambridge Springs Variation) は、チェスのオープニングの1つで、クイーンズ・ギャンビット・ディクラインド (1．d4　d5　2．c4　e6) の一変化である。ケンブリッジ・スプリングス・ディフェンス (Cambridge Springs Defense) とも呼ばれる。1．d4　d5　2．c4　e6　3．Nc3　Nf6　4．Bg5　Nbd7で出来た形がケンブリッジ・スプリングス・ヴァリエーションの基本形である。

## マンハッタン・ヴァリエーション
5．e3　Bb4　6．cd　ed　7．Bd3　c5　8．Nf3　Qa5
この変化をマンハッタン・ヴァリエーションと呼ぶ。
白の5手目で5．cdと指すと5．…　ed　6．Nxd5?　Nxd5!　7．Bxd8　Bb4+と進行して白は8．Qd2と守る一手となり、以下8．…　Bxd2+　6．Kxd2　Kxd8で黒の駒得になる。

## その他の変化
5．e3　c6　6．Nf3　Qa5　7．Nd2　Bb4　8．Qc2　0-0
白の7手目は黒に7．…　Ne4と指されるのを防いだ手。白の7手目では他に7．Bxf6や7．cdと指す手がある。7．Bxf6と指すと7．…　Nxf6　8．Bd3　Bb4　9．Qb3　dc　10．Bxc4　0-0と進行し、7．cdと指すと7．…　Nxd5　8．Qd2　Bb4　9．Rc1　f6　10．Bh4　0-0と進行する。なお白の7手目で7．Bd3と指す手はあまり良くない。以下7．…　Ne4　8．Bxe4　de　9．Ne5　Bb4と進行し黒が指しやすい局面となる。
白の8手目で8．Qb3?と指すと黒に8．…　dcと指され、9．Bxc4　Bxc3と進行した後g5のビショップを取られてしまう。